# 七月半 (樂團)
七月半（英語：SevenFat），由主唱蔡阿嘎、吉他手馬叔叔、鼓手廉傑克曼、吉他手蔡哥、貝斯手兼團長HowHow，五位YouTuber組成的樂團。
2020年12月5日於Zepp New Taipei（新莊宏匯廣場8樓）舉辦首場演唱會「夜露思苦」，並於當天發行實體同名專輯「夜露思苦」。

## 簡介
2017年宣布成團後的週一至五，每天有一位團員負責當值日生發布照片或影片。週一值日生需要為後面的團員訂定此週的主題，接續的團員通常自由發揮，也常常有偏題的情況發生。早期有Facebook po文被粉絲按最多憤怒表情的值日生必須道歉的規定，後來取消，但粉絲仍常要求值日生要為太敷衍、不好笑、歪樓等各種原因道歉。
七月半目前發表的歌曲都是直接在創作週中公開接力合作完成，其中以為業配泡麵而寫下的「449天」與祝賀蔡阿嘎之子蔡桃貴誕生的「給蔡桃貴的歌」較受歡迎。初期由於創作作品還不夠多，表演時會搭配翻唱，較常翻唱的是五月天、伍佰與日本動畫歌曲，另外也會唱重新編曲的「潑水歌」以及HowHow代言Office 365活動的主題曲(通稱「How哥宇宙」，由HowHow作詞、鄧福如作曲)。

### 值日生特色
樂團成立後，每星期一至五都會派出一人擔任值日生發布影片，並透過粉絲按讚決定誰是當周「廢文王」，獲選成為廢文王者就得在周日出面向團員及粉絲道歉。蔡阿嘎二子「蔡波能」出生時，也上演換值日生戲碼。

## 成員
| 成員列表 | 成員列表 | 成員列表     | 成員列表                                                                  | 成員列表                             |
| 綽號     | 本名     | 團內位置     | 介紹                                                                      | 出生日期 / 出生地                    |
| -------- | -------- | ------------ | ------------------------------------------------------------------------- | ------------------------------------ |
| 蔡阿嘎   | 蔡緯嘉   | 主唱         | YouTuber界長青樹，熱門影片為台語教學 網路流言終結者、景點導覽、公益愛台灣 | - 1984年7月21日 - 嘉義市             |
| 馬叔叔   | 楊志平   | 吉他手       | 熱門影片為流行音樂cover及吉他教學影片                                     | - 1984年12月16日 - 高雄市            |
| 廉傑克曼 | 張廉傑   | 鼓手         | 前上班不要看成員，熱門影片為Vlog及開箱影片 七月半顏質擔當                 | - 1988年1月27日 - 彰化縣             |
| 蔡哥     | 蔡宜紘   | 吉他手       | 前上班不要看成員，熱門影片為烙賽笑話及Vlog 七胖娛樂有限公司負責人         | - 1989年12月1日 - 臺中縣 (現 臺中市) |
| HowHow   | 陳孜昊   | 團長兼貝斯手 | 熱門影片為廢到笑業配、幼兒園小朋友、美國行、小廚房                        | - 1989年4月20日 - 臺北縣 (現 新北市) |

## 集體演出及記事

### 起源
- 2017年10月15日：蔡哥頻道發布影片「蔡哥-拍照的小巧思」，其中有蔡哥吉他彈唱，RJ廉傑克曼因此回應：「唉來組團喔」，HowHow接著問：「廉傑克曼 Bajay Ross美術之餘也懂音樂ㄇ」，RJ又回：「別看我愛畫棒棒  其實略懂握鼓棒」[9]，此影片回應作為七月半的起點，至今持續有粉絲留言「朝聖」。
- Howhow找蔡哥跟阿傑後，又找蔡阿嘎當主唱。阿嘎也找馬叔叔進來，於是5個人就找齊了。這一切的起頭就是HowHow發起。
- 2017年10月29日：由HowHow找齊了所有團員[10][11][1]。

### 演出
- 2017年12月7日：出席演出YouTube舉辦的年終會，此為首次出演[12]。
- 2018年5月5日：於洲際棒球場，擔任中信兄弟與日本《七龍珠》動畫聯名合作之「神龍再現」主題日開場嘉賓[13]。
- 2018年7月1日：出席演出嘉義覺醒音樂祭[14]。
- 2018年7月7日：出席演出蔡阿嘎十周年夏日演唱會[15]。
- 2018年9月15日：壓軸演出2018 YouTube FanFest Taipei[16][17][18]。
- 2019年1月5日：出席演出台視2019超級巨星紅白藝能大賞，首度登上小巨蛋，並首播「How哥宇宙」MV。
- 2019年5月24日：出席演出第四屆政大音樂節[19]，此為首場校園演唱會，並首次公開演出「叛徒求婚組曲」，包括「愛你一萬年」跟「最浪漫的事」。
- 2019年7月6日：第二次出席演出嘉義覺醒音樂祭。
- 2019年12月15日：出席演出新北市歡樂耶誕城[6]。
- 2019年12月31日：出席演出《2020臺北最HIGH新年城・這裡我們混大的 TAIPEI x TAIPEI》，此為首次參與跨年晚會。
- 2020年2月7日：出席演出「2020新北燈會─家金鼠喜」[20]。
- 2020年2月29日：出席演出第2屆走鐘獎。
- 2020年12月5日：舉辦首場演唱會「夜露思苦」，並於當天發行實體專輯「夜露思苦」[21]。

### 記事
- 2018年2月24日：以七月半SevenFat創立YouTube頻道。
- 2018年5月8日：正式成立「七胖娛樂有限公司」[22]，由蔡哥擔任負責人。
- 2018年8月2日：YouTube頻道達成10萬訂閱。
- 2019年9月15日：首支正式單曲「How哥宇宙」MV發佈於YouTube平台，採全動畫模式，由夢想動畫及羊王創映團隊共同製作。
- 2020年2月14日：第二支單曲「哭哭睡」MV發佈於YouTube平台，此MV為首次真人演出MV。

## 音樂作品

### 錄音室專輯
1. 夜露思苦（2020年12月5日）

## 外部連結
- 七月半  SevenFat Facebook粉絲專頁 （页面存档备份，存于）
- 七月半 SevenFat YouTube頻道（页面存档备份，存于）
- 七月半 SevenFat Instagram官方帳號（页面存档备份，存于）

## 資料來源
1. 1 2  . KKBOX. 2018年8月29日  [2018年8月30日]. （原始内容存档于2018年8月30日）.
2. ↑  專訪七月半樂團 5位網紅合體 熱血帥一波 （页面存档备份，存于） 蘋果日報. 2018年9月24日.
3. ↑  .   [2023-08-28]. （原始内容存档于2023-08-28）.
4. ↑  .   [2023-08-28]. （原始内容存档于2023-08-30）.
5. ↑  .   [2023-09-22]. （原始内容存档于2023-06-25）.
6. 1 2  .   [2023-09-22]. （原始内容存档于2022-10-05）.
7. ↑  .   [2023-09-22]. （原始内容存档于2020-12-03）.
8. ↑  .   [2023-09-22]. （原始内容存档于2020-10-25）.
9. ↑  . 蔡哥. 2017年10月15日  [2018年8月29日]. （原始内容存档于2019年2月18日）.
10. ↑  . 蔡哥. 2017年12月3日  [2018年8月29日]. （原始内容存档于2019年2月18日）.
11. ↑  . 七月半. 2017年12月3日  [2018年8月29日]. （原始内容存档于2019年2月18日）.
12. ↑  . RJ廉傑克曼. 2017年12月12日  [2018年8月30日]. （原始内容存档于2019年2月18日）.
13. ↑  .   [2023-08-29]. （原始内容存档于2023-08-29）.
14. ↑  . RJ廉傑克曼. 2018年7月10日  [2018年8月30日]. （原始内容存档于2021年7月12日）.
15. ↑  . 蔡阿嘎Life. 2018年7月28日  [2018年8月30日]. （原始内容存档于2019年2月18日）.
16. ↑  . Youtube FanFest. 2018年8月21日  [2018年8月29日]. （原始内容存档于2019年2月18日）.
17. ↑  側寫／「００後」跨世代才懂的巨星　你知道他們是YouTuber界的五月天？ （页面存档备份，存于）. ETtoday. 2018年09月17日.
18. ↑  七月半壓軸強勢登場：蔡阿嘎+HowHow+馬叔叔+蔡哥+阿傑！【2018 YouTube Fanfest Taipei】 （页面存档备份，存于）. 蔡阿嘎Life. 2018年9月15日.
19. ↑  第四屆政大音樂節【做你的海演出】
20. ↑  .   [2023-08-28]. （原始内容存档于2023-08-28）.
21. ↑  . 2020-12-02  [2020-12-09]. （原始内容存档于2021-07-12）.
22. ↑  七胖娛樂有限公司（页面存档备份，存于）